# Agnes II van Bourbon
Agnes van Bourbon (1237-1287/1288) was de jongste dochter van Archimbald IX van Bourbon en Yolande van Nevers. Zij volgde in 1262 haar overleden zuster op als vrouwe van Bourbon.
Agnes was gehuwd met:
- Jan van Bourgondië-Bourbon (1231-1267)
- Robert II van Artesië (1250-1302),

en was de moeder van Beatrix van Bourbon (1257-1310), gehuwd met Robert van Clermont.